# Luis Tena Ronchera
Luis Tena Ronchera (Sant Jordi (Baix Maestrat), 31 d'agost de 1943) és un polític valencià, diputat a les Corts Valencianes en la III, IV i V Legislatures.
Empresari del sector metal·lúrgic, inicialment milità en la Unió de Centre Democràtic (UCD), partit amb el qual fou elegit alcalde de Sant Jordi a les eleccions municipals espanyoles de 1979. Després de l'ensulsiada de la UCD ingressà a Alianza Popular i després al Partit Popular, partit amb el qual va renovar el càrrec d'alcalde a les eleccions municipals espanyoles de 1983 i successives fins al a 2015. De 1983 a 1989 fou diputat de la diputació de Castelló. També ha estat vicesecretari general del Partit Popular i considerat el número tres de Carlos Fabra Carreras. Durant la campanya electoral de les eleccions municipals espanyoles de 2007 fou acusat d'haver empadronat a casa seva 60 persones, entre elles l'entrenador i els jugadors de futbol de l'equip local, i d'haver triplicat la seva fortuna personal.
També ha estat elegit diputat a les eleccions a les Corts Valencianes de 1991, 1995 i 1999. Ha estat vicepresident de la Comissió d'Agricultura, Ramaderia i Pesca (1991-1999)